# Sulawesi aardschildpad
De Sulawesi aardschildpad (Leucocephalon yuwonoi) is een schildpad uit de familie Geoemydidae. De soort werd voor het eerst wetenschappelijk beschreven door William Patrick McCord, John B. Iverson & Bapak Boeadi in 1995. Oorspronkelijk werd de wetenschappelijke naam Geoemyda yuwonoi gebruikt. Het is de enige soort uit het geslacht Leucocephalon, maar de soort werd lange tijd tot het geslacht Geoemyda gerekend. Het is een van de sterkst bedreigde schildpadden.

## Uiterlijke kenmerken
De schildpad is makkelijk te herkennen door een aantal kenmerken, zo is het schild langwerpig van vorm en vrij plat, heeft drie smalle en lage lengtekielen en de kleur is altijd bruin, de huid van kop en poten is donkerbruin, de buikzijde of plastron is zeer lichtbruin tot geel of oranje. Mannetjes hebben een witgele kop, vooral de bek, bij vrouwtjes ontbreekt deze kleur. Er zijn wel meer soorten schildpadden met een snavel-achtige bek, zoals veel zeeschildpadden, maar de Sulawesi aardschildpad heeft een buitenproportioneel grote bek die sprekend lijkt op die van een papegaai, vooral de mannetjes die een sterker gehaakte bek en een afstekende witte tot gele kleur 'snavel' hebben. De maximale schildlengte is ongeveer 30 centimeter, vrouwtjes blijven gemiddeld kleiner en hebben ook een kleinere staart en een kleinere kop.

## Verspreiding en habitat
De Sulawesi aardschildpad heeft een klein verspreidingsgebied en komt voor in Indonesië op Sulawesi, en dan alleen het noordelijke deel van het eiland. Het is een bosbewonende soort, die in de buurt van water blijft. De habitat bestaat uit ondiepe wateren met een modderbodem. Het is een schuwe soort die niet zont en veel in het water blijft en overdag schuilt tussen objecten en bladeren, waarschijnlijk is de schildpad schemeractief.

## Levenswijze
Er is nog niet veel bekend over deze pas in 1995 ontdekte schildpad, het voedsel bestaat in elk geval voor een deel uit fruit als banaan en aardbei. Ook schijnt de schildpad een goede klimmer te zijn, maar of hij in bomen klimt zoals sommige soorten is niet bekend. Ondanks de geringe bekendheid van de soort proberen kwekers de schildpad zich in gevangenschap voort te laten planten om te voorkomen dat de soort wordt uitgeroeid door de Asian Turtle Crisis. Veel schildpadden worden hierbij in enorme aantallen opgegeten of tot 'medicijn' vermalen.